# Фавелет, Жан-Франсуа
Жан-Франсуа Фавелет (Jean-François Favelet; 1674 — 1743) — фламандский врач.
Читал в Лувене лекции медицины, хирургии и ботаники, пользовался большой популярностью как практикующий врач и как профессор. Был ревностным приверженцем теории ферментов.
Написал «Prodromus apologiae fermentationis in animalibus» (Лувен, 1721); «Novarum, quae in medici na a paucis annis repullularunt, hypotheseon Lydius lapis» (1737).